# Yellow Red Koninklijke Voetbalclub Mechelen 2013-2014
Questa voce raccoglie le informazioni riguardanti la Yellow Red Koninklijke Voetbalclub Mechelen nelle competizioni ufficiali della stagione 2013-2014.

## Rosa[1]
| N. |                              | Ruolo | Calciatore        |
| -- | ---------------------------- | ----- | ----------------- |
| 1  | Belgio (bandiera)            | P     | Wouter Biebauw    |
| 4  | Belgio (bandiera)            | D     | Seth de Witte     |
| 6  | Trinidad e Tobago (bandiera) | D     | Sheldon Bateau    |
| 7  | Senegal (bandiera)           | C     | Boubacar Dialiba  |
| 9  | Danimarca (bandiera)         | A     | Mads Junker       |
| 10 | Ghana (bandiera)             | C     | Abdul-Yakuni Iddi |
| 11 | Belgio (bandiera)            | C     | Mats Rits         |
| 12 | Belgio (bandiera)            | C     | Steven De Petter  |
| 16 | Svezia (bandiera)            | A     | Viktor Prodell    |
| 17 | Belgio (bandiera)            | D     | Senad Karahmet    |
| 18 | Belgio (bandiera)            | C     | David Destorme    |
| 19 | Belgio (bandiera)            | D     | Maxime Biset      |
| 20 | Belgio (bandiera)            | C     | Joachim Van Damme |

| N. |                               | Ruolo | Calciatore            |
| -- | ----------------------------- | ----- | --------------------- |
| 21 | Belgio (bandiera)             | D     | Anthony Van Loo       |
| 23 | Germania (bandiera)           | P     | Sören Ihssen          |
| 24 | Belgio (bandiera)             | C     | Glenn Claes           |
| 26 | Polonia (bandiera)            | C     | Rafał Wolski          |
| 27 | Macedonia del Nord (bandiera) | C     | Aleksandar Trajkovski |
| 28 | Macedonia del Nord (bandiera) | P     | Tomislav Pačovski     |
| 29 | Belgio (bandiera)             | C     | Alessandro Cordaro    |
| 30 | Belgio (bandiera)             | A     | Jordi Vanlerberghe    |
| 33 | Serbia (bandiera)             | D     | Miloš Kosanović       |
| 35 | Serbia (bandiera)             | D     | Ivan Obradović        |
| 37 | Belgio (bandiera)             | C     | Lamisha Musonda       |
| 38 | Belgio (bandiera)             | C     | Wannes Van Tricht     |